# Mellerup-Voer (færgerute)
Mellerup-Voer er en færgerute der bliver besejlet af Randers Fjords Færgefart med M/F Ragna. Færgen sejler 470 meter på tværs af Randers Fjord mellem Mellerup og Voer. Ruten er Danmarks ældste Kgl. privilegerede overfart.

## Historie
Der har været færgefart mellem Mellerup og Voer siden 1610. Stenalt Gods ejede Voer færgested og Kongen havde ejerskabet over færgestedet i Mellerup. Sejladsen foregik med pram, kaldet en kåg, som blev roet over fjorden.
I 1868 blev færgestedet i Mellerup flyttet 400 meter mod syd. På grund af man ville indsætte en trækfærge skulle sejlruten være mere lige, da færgen skulle trækkes over fjorden med et tov. I 1925 købte færgemand Niels Mariager en motorbåd, der kunne bugsere prammen over uden hårdt fysisk arbejde.
Niels Hedegaard Jensen, der overtog forpagtningen af færgeriet i 1946, fik i 1962 et lån på 170.000 kr. så han kunne indkøbe en ny færge og forbedre færgestederne. Den 23. maj 1963 blev den nybyggede færge M/F Ragna indsat på ruten. Ragna er i dag stadigvæk eneste færge på ruten.
Sejladsen var i 1992 indstillet efter at færgemand John-Kiwi Bøge Nielsen var gået konkurs, og Randers Kommune havde beslaglagt færgen og oplagt den i Randers Havn. I maj 1993 blev sejladsen genoptaget, da vognmand Arne Andersen fra Hjortshøj overtog færgen og forpagtningen af ruten. De nye forpagtere ansatte tidligere folketingsmedlem Hugo Holm (nu Anette Egelund) som færgemand, og omdøbte M/F Ragna til ”Tove Elisabeth”.
Indtil slutningen af 1995 har færgeruten været drevet af forskellige forpagtere. I 1996 overgik ejerskabet og driften til de to kommuner på hver side af fjorden, Nørhald og Rougsø kommuner. I dag har Randers- og Norddjurs Kommune ansvaret for færgedriften igennem selskabet Randers Fjords Færgefart.
I 2010 fejrede man overfartens 400 års jubilæum og istandsatte begge færgesteder. Ruten er hvert år ikke i drift fra omkring nytår til den 1. marts, hvor M/F Ragna bliver oplagt og renoveret.